# ناحیه فوغاله
ناحیه فوغاله (به عربی: دائرة فوغالة) یک ناحیه در الجزایر است که در استان بسکره واقع شده‌است.